# Zdravinje (Kruševac)
Zdravinje (em cirílico: Здравиње) é uma vila da Sérvia localizada na cidade de Kruševac, pertencente ao distrito de Rasina, na região de Rasina. A sua população era de 740 habitantes segundo o censo de 2011.

## Demografia
| 1948 | 1953 | 1961 | 1971 | 1981 | 1991 | 2002 | 2011 |
| ---- | ---- | ---- | ---- | ---- | ---- | ---- | ---- |
| 1296 | 1330 | 1280 | 1186 | 1154 | 1115 | 898  | 740  |